# Hierococcyx hyperythrus
El cuco ventrirrojo (Hierococcyx hyperythrus) es una especie de ave cuculiforme de la familia Cuculidae propia de Asia. Anteriormente era considerado conespecífico con el cuco huidizo (Hierococcyx fugax) y colocado en el género Cuculus.

## Distribución
Se distribuye en Asia oriental, desde el sureste de Siberia en el Extremo Oriente ruso, a través de Japón y la península de Corea, hasta el sur de China. Sus zonas de invernada se extienden en el sur de China y el sudeste asiático.